# Kościół Podwyższenia Krzyża Świętego w Widawie
Kościół Podwyższenia Krzyża Świętego w Widawie – rzymskokatolicki kościół parafialny należący do parafii Podwyższenia Krzyża Świętego w Widawie, w dekanacie widawskim archidiecezji łódzkiej.

## Historia
Świątynia została zbudowana w latach 1678–1709 i reprezentuje styl barokowy. Budowla jest orientowana, jednonawowa, prezbiterium jest węższe i zamknięte półkoliście. Do świątyni wchodzi się od strony zachodniej przez kruchtę na planie kwadratu. Kościół został zaprojektowany przez nieznanego architekta. W 1709 roku budowa świątyni została zakończona. W 1731 roku kościół został konsekrowany przez biskupa Franciszka Kraszkowskiego, sufragana gnieźnieńskiego.

## Architektura
Kościół posiada ołtarz główny ozdobiony rzeźbioną grupą Ukrzyżowania oraz rzeźbami św. Wojciecha i św. Stanisława, ufundował go chorąży wieluński Stanisław Karsznicki. Cztery rzeźbione ołtarze boczne są ozdobione obrazami i figurą Pana Jezusa. Ambona w stylu barokowym pochodzi z początku XVIII wieku, organy w stylu barokowym o 15 głosach są ozdobione zegarem i rzeźbami grających kobiet. Spiżowa chrzcielnica w stylu późnorenesansowm została wykonana w 1600 roku przez Michała Otmana z Krakowa i została ofiarowana przez Walentego Widawskiego, rektora Akademii Krakowskiej. Stacje Drogi Krzyżowej zostały wykonane z gipsu..

## Galeria

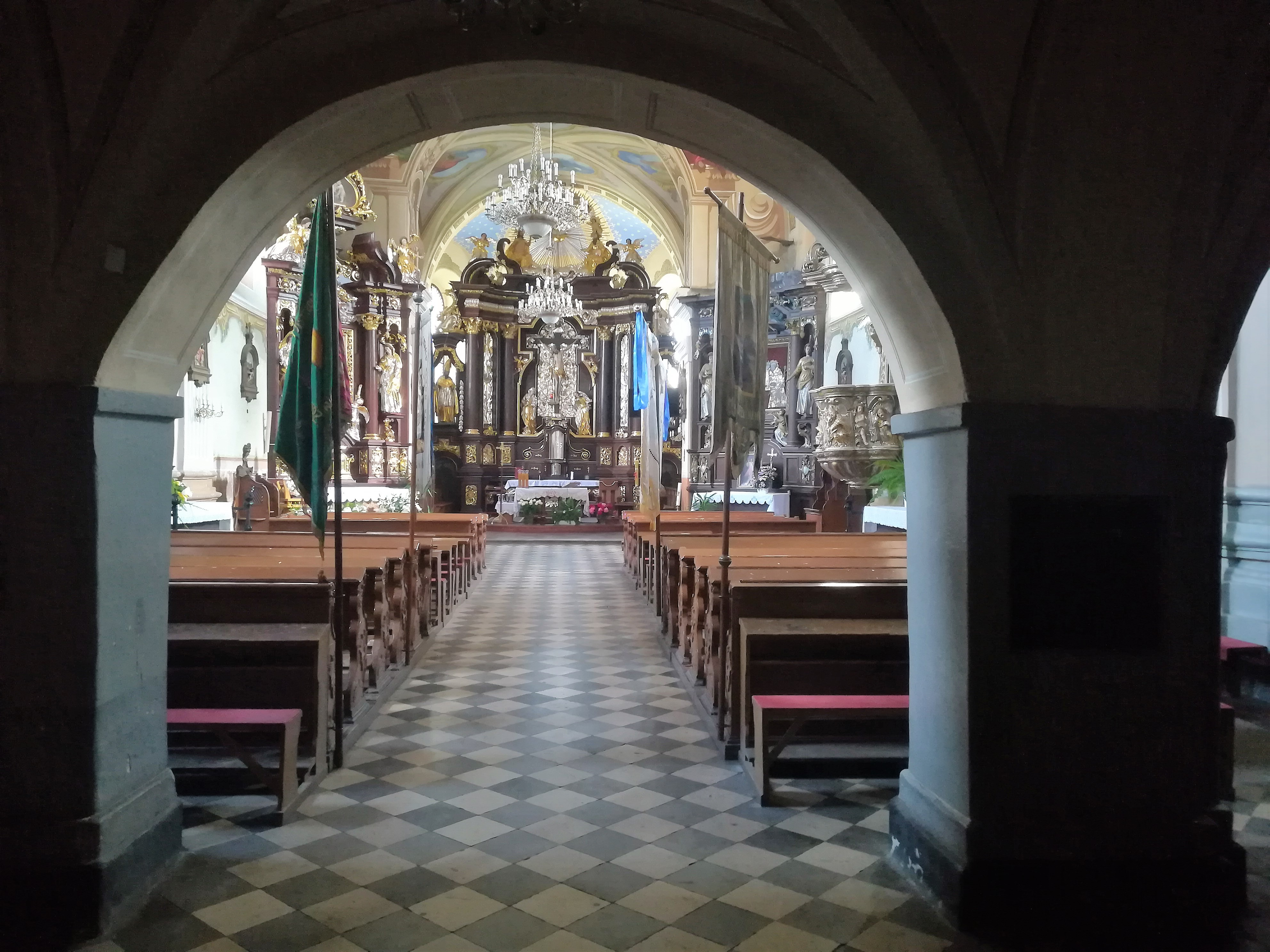
Wnętrze
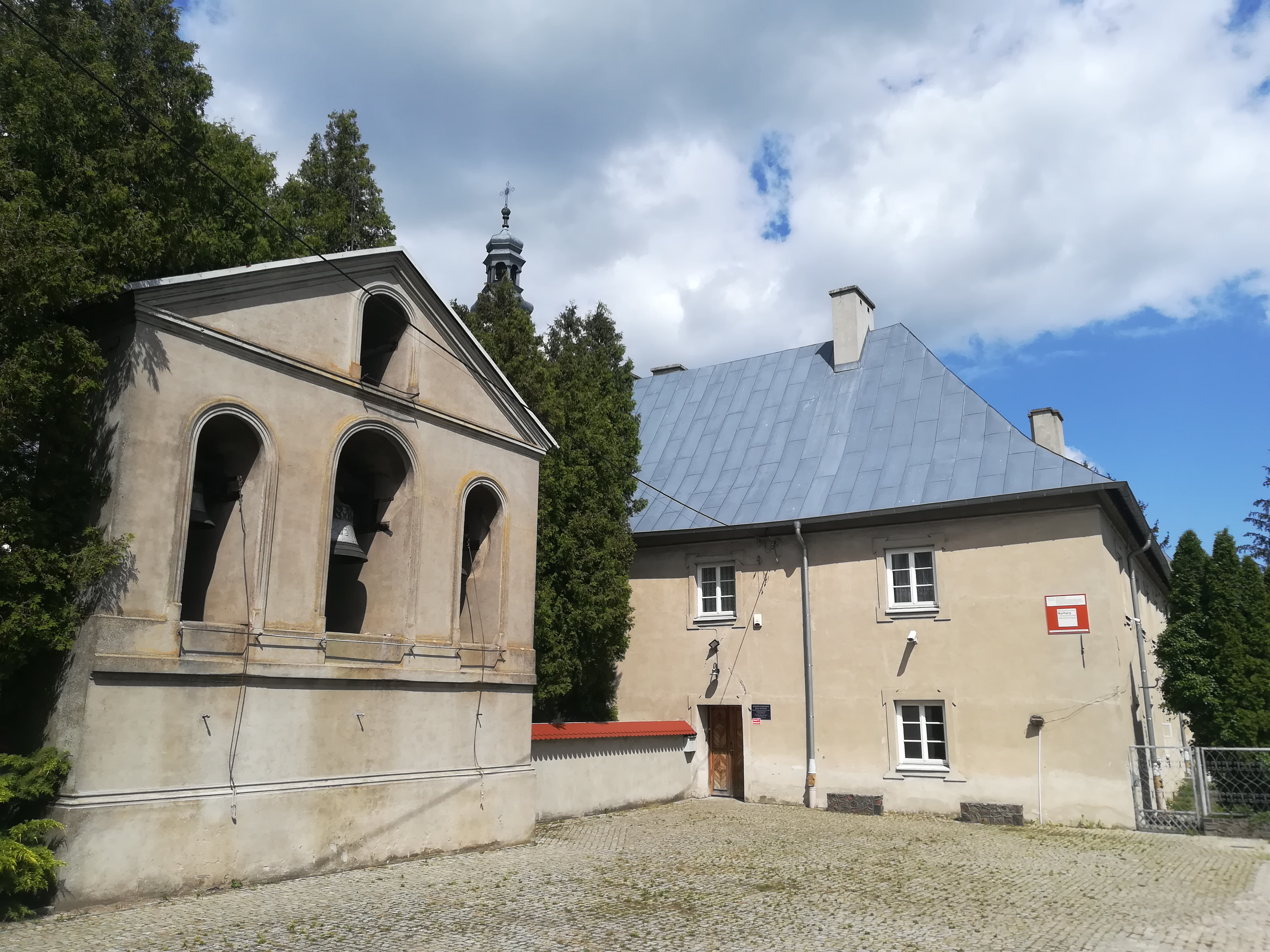
Dzwonnica
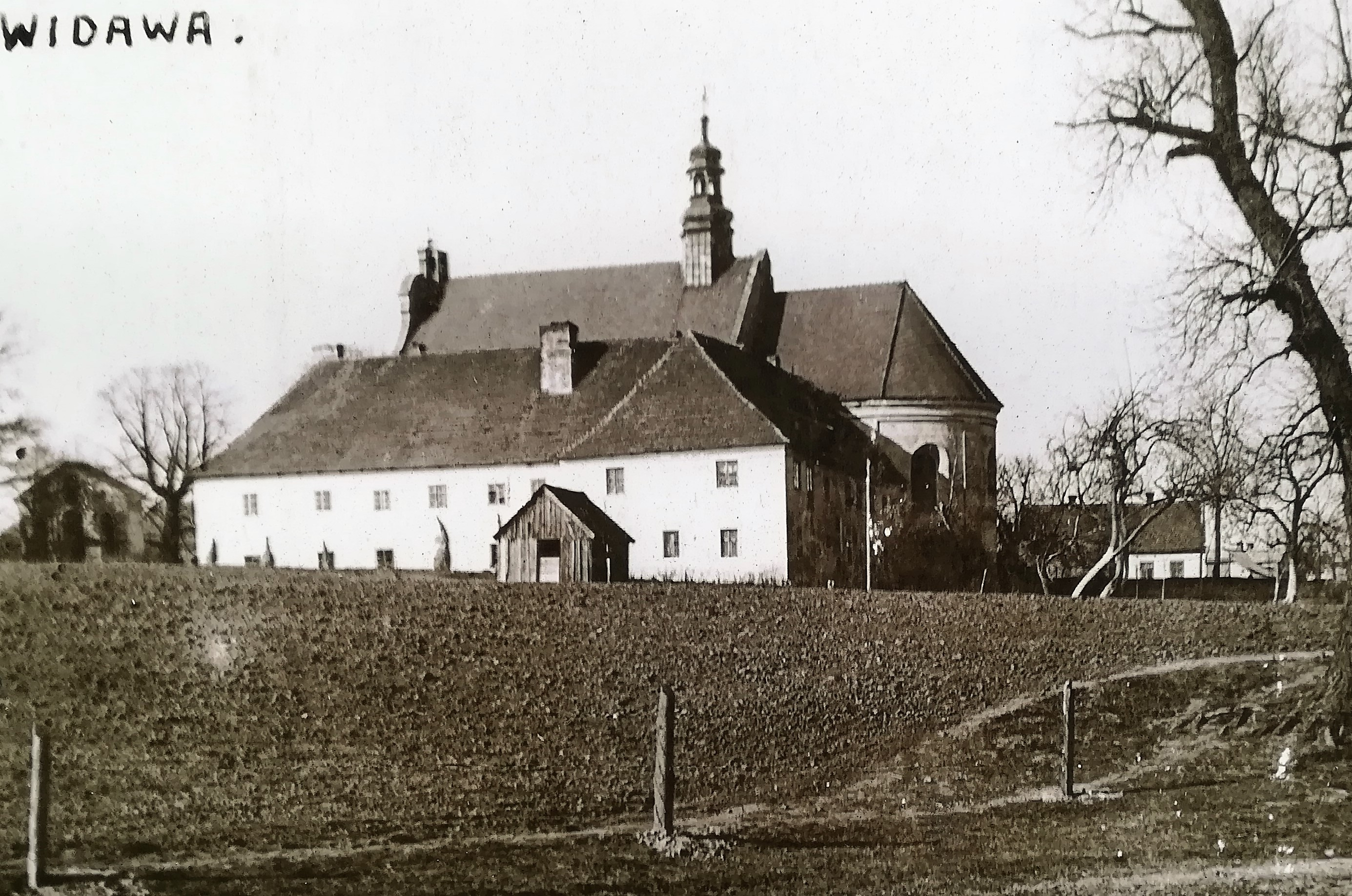
Widok z 1940